# Oceana (Wirginia Zachodnia)
Oceana – miasto w Stanach Zjednoczonych, w stanie Wirginia Zachodnia, w hrabstwie Wyoming.